# Taractrocera ceramas
Taractrocera ceramas, tên thường gọi là Phi tiêu cỏ Tamil, là một loài bướm thuộc họ Bướm nhảy. Nó được tìm thấy ở miền tây Ghats to Mumbai, ở đồi núi phía nam Ấn Độ và bắc Myanmar.
Ở Ấn Độ loài này xuất hiện ở độ cao lên đến 1100 mét hay bên các con đường cỏ ở sườn núi có rừng bao phủ và trên 2000 mét.

## Phụ loài
- Taractrocera ceramas ceramas (nửa phía nam Ấn Độ)
- Taractrocera ceramas media Evans, 1934 (nửa phía nam Ấn Độ)
- Taractrocera ceramas nicevillei Watson, 1893 (nửa phía nam Ấn Độ)
- Taractrocera ceramas oberthuri Elwes & Edwards, 1897 (nửa phía nam Ấn Độ)
- Taractrocera ceramas atropunctata Watson, 1896 (đông bắc Ấn ĐỘ, Bắc Myanmar)
- Taractrocera ceramas thelma Evans, 1934 (nửa phía đông nam Ấn Độ)

## Hình ảnh

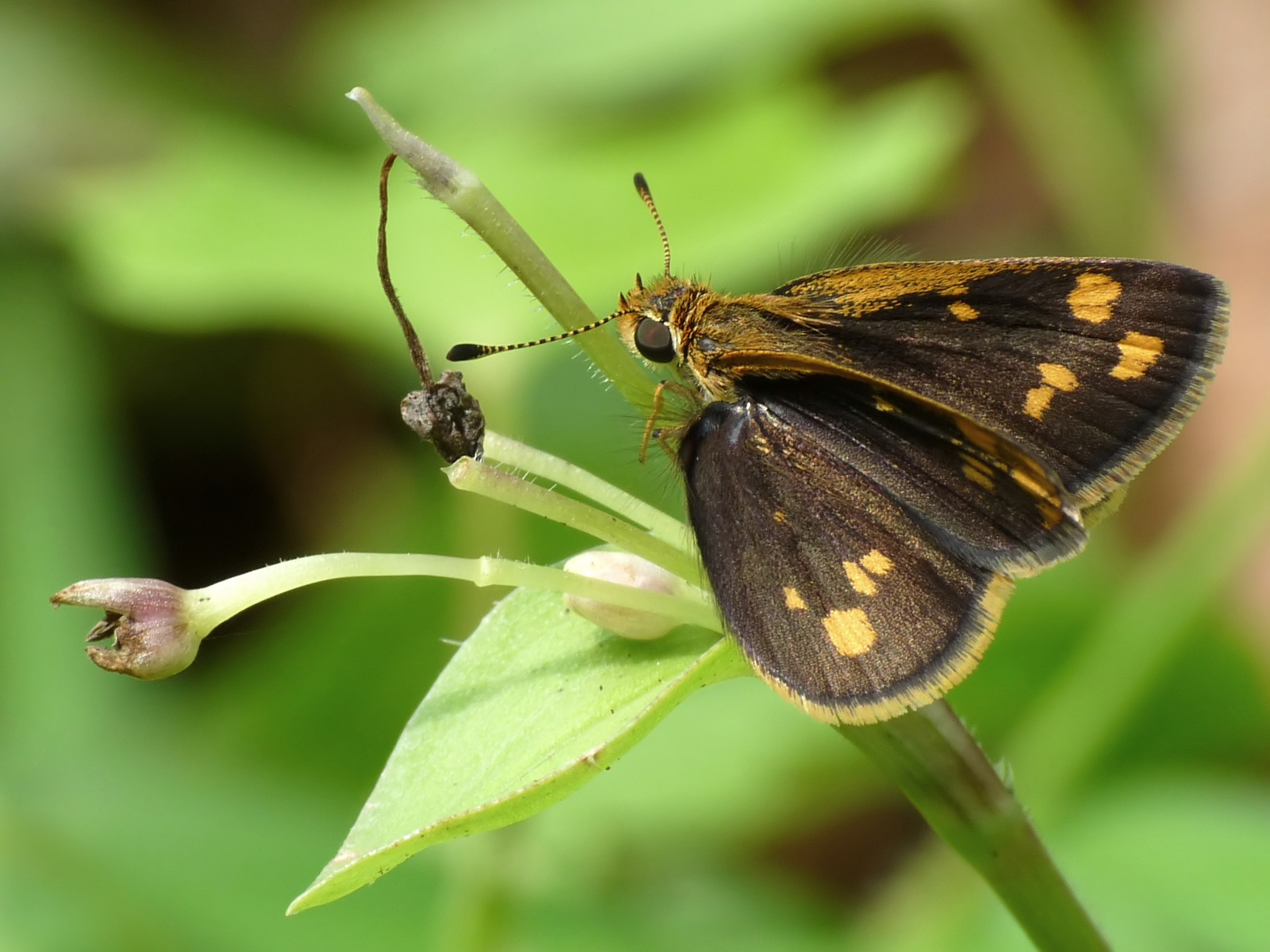
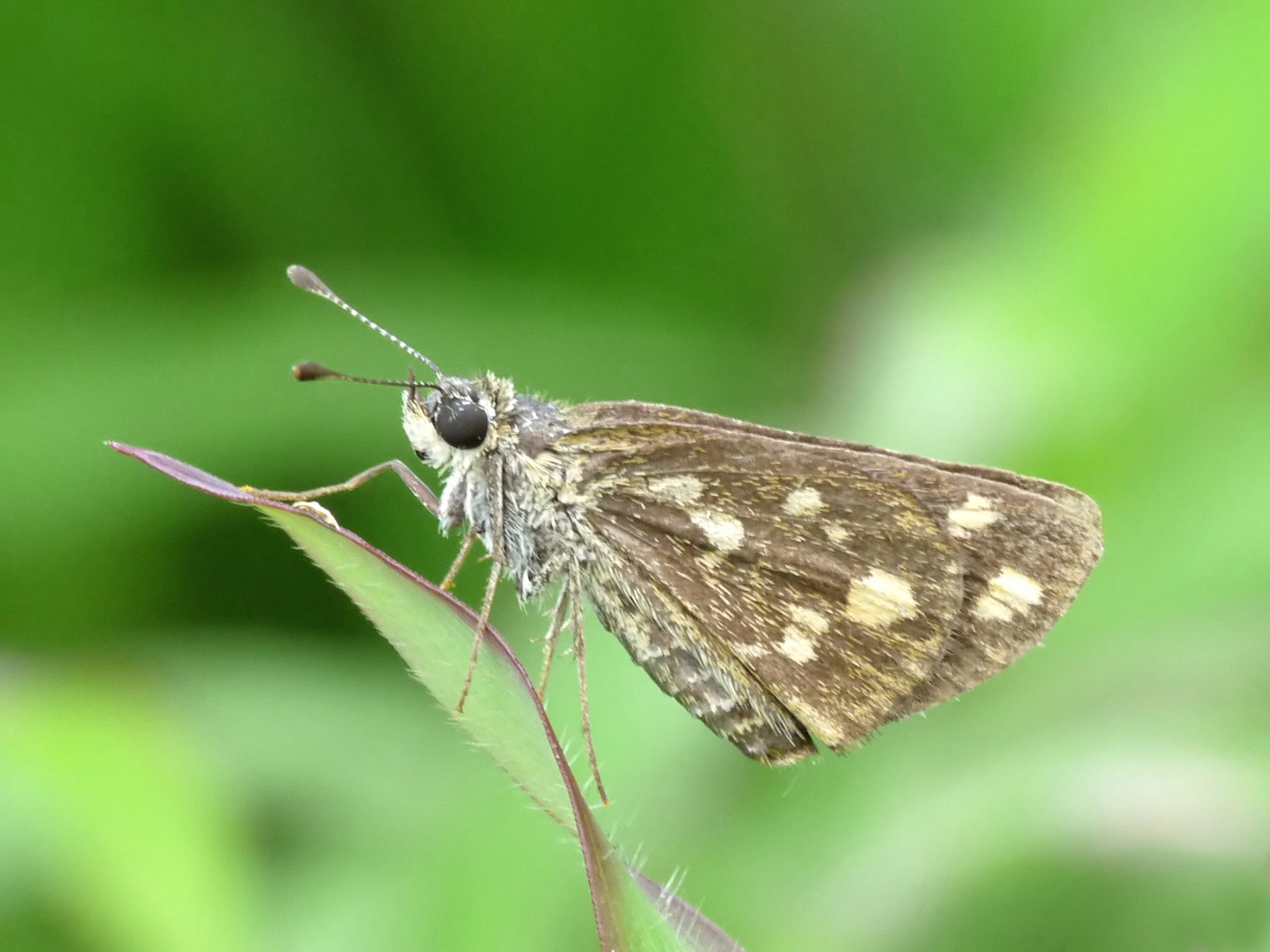
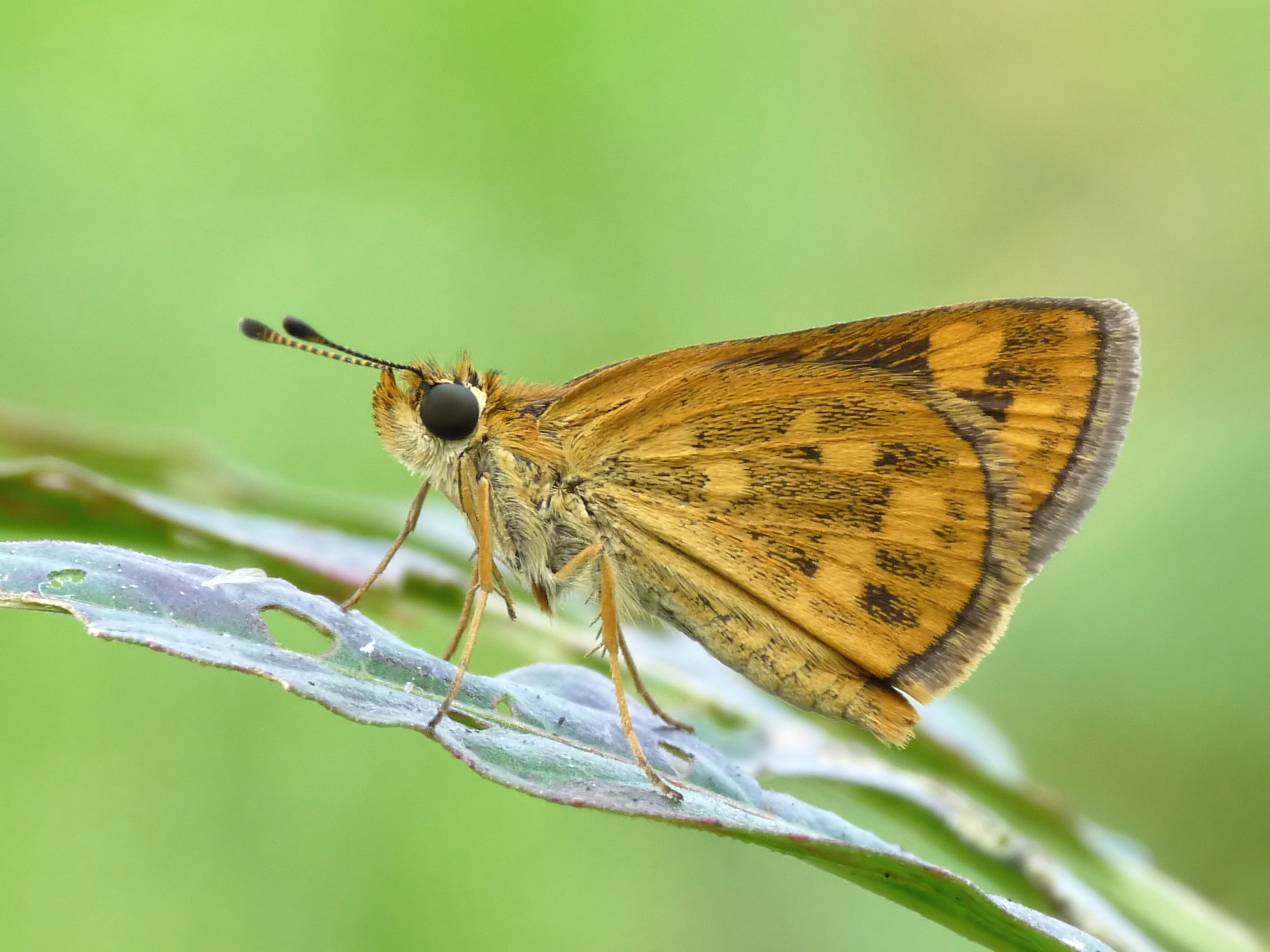
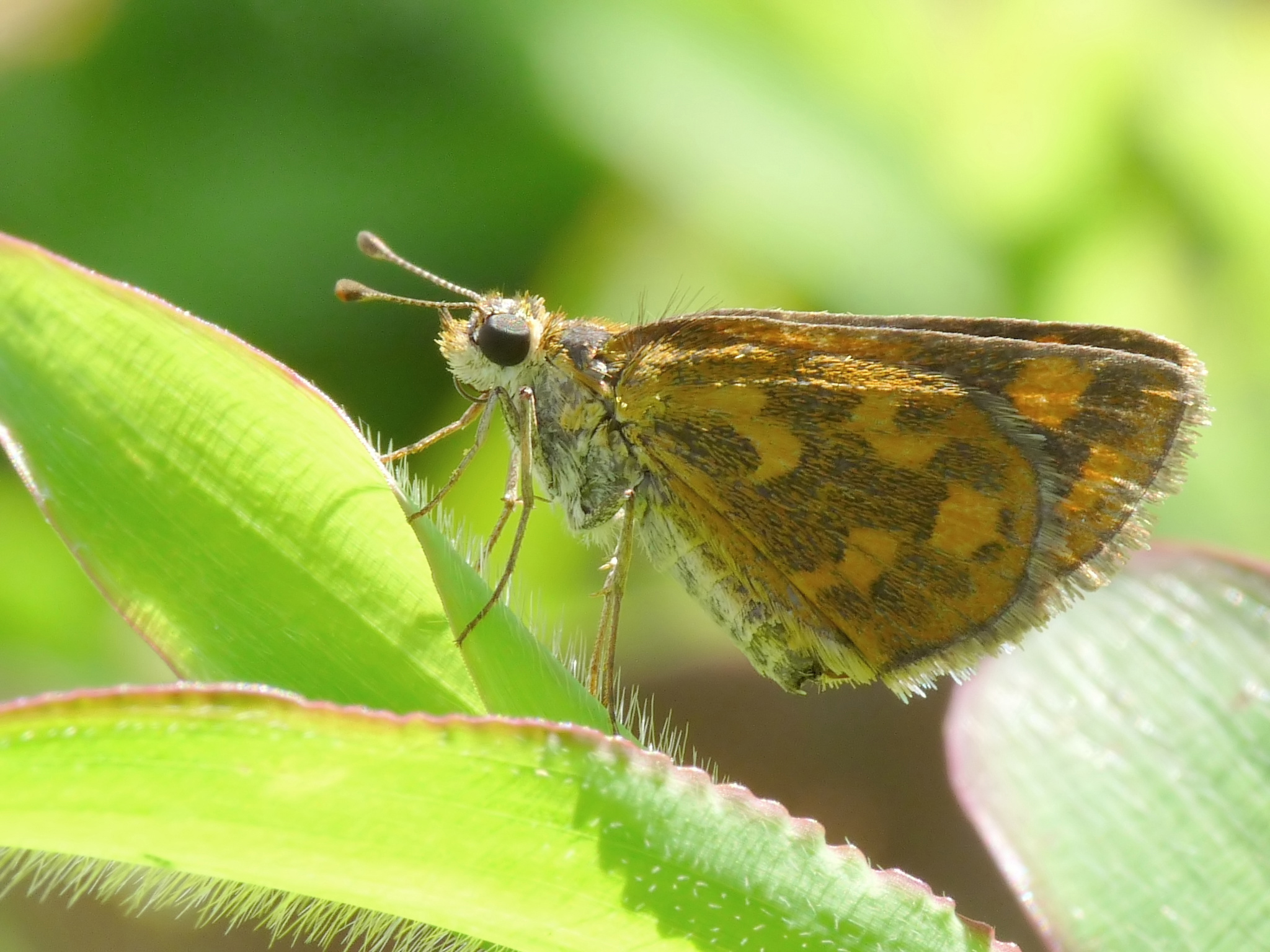